# Fritz Wempner

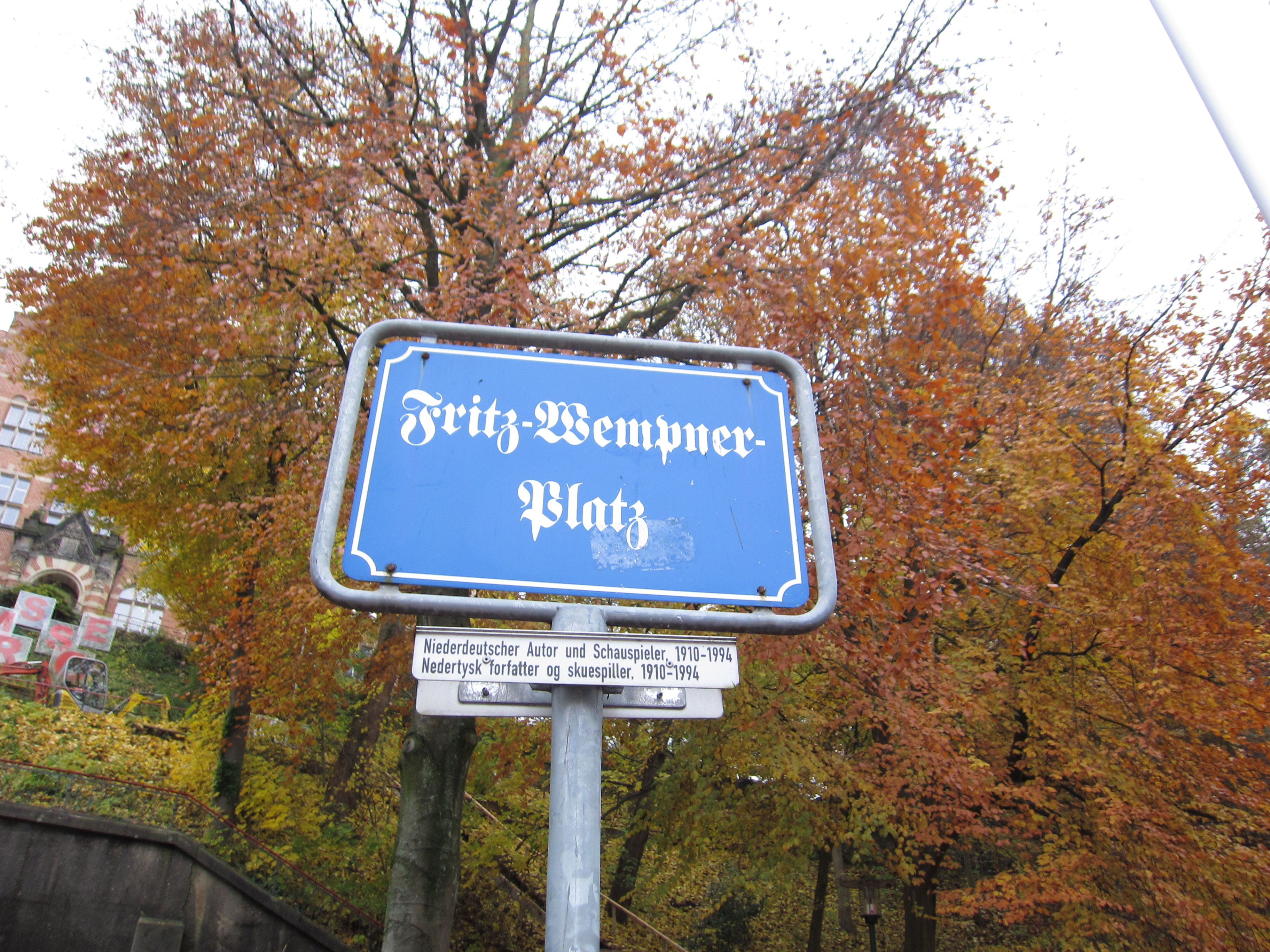
Straßenschild des Fritz-Wempner-Platzes in der Flensburger Innenstadt

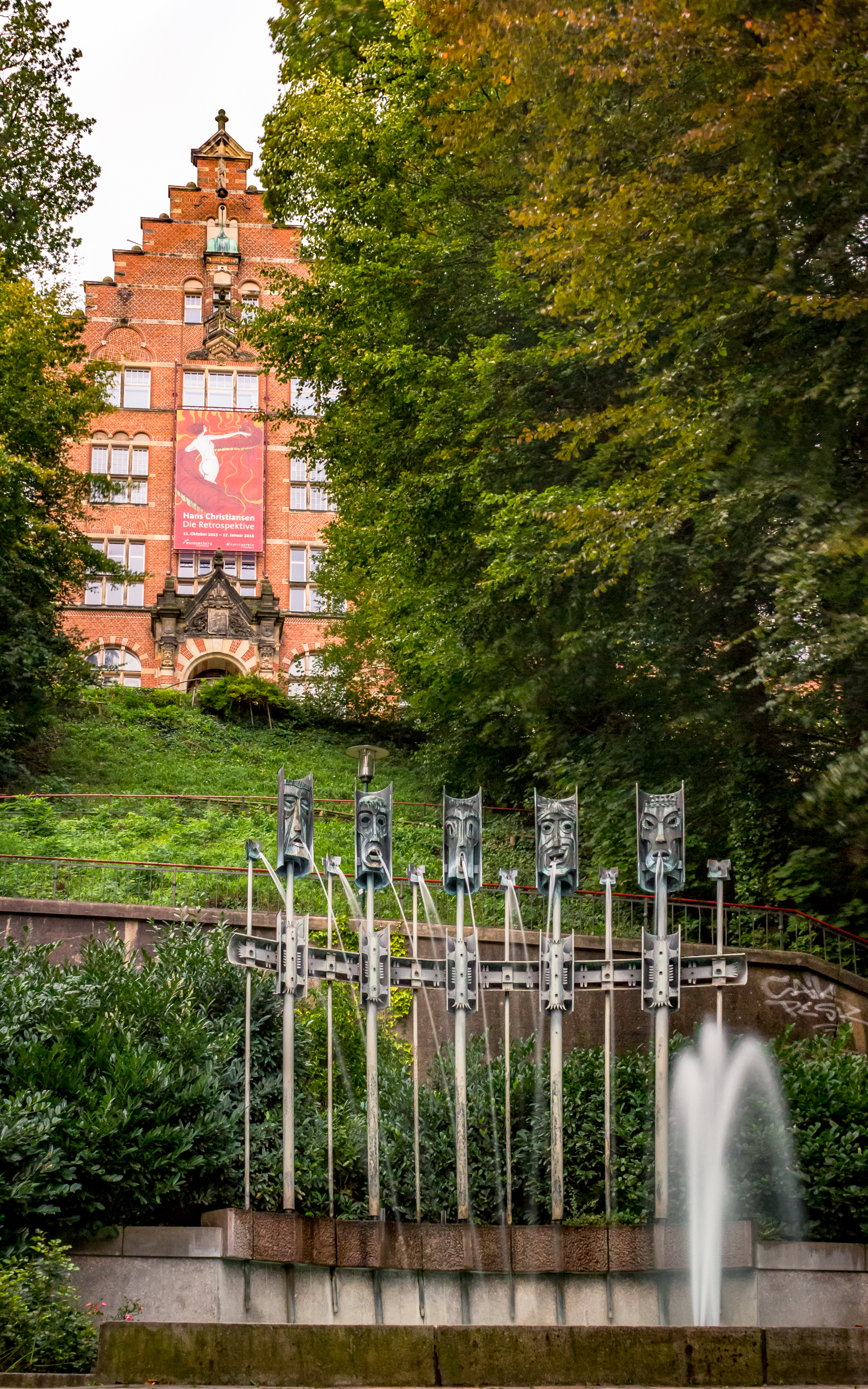
Maskenbrunnen auf dem Fritz-Wempner-Platz (gelegentlich Theaterplatz genannt) am Museumsberg Flensburg (2015)

Fritz Wempner (* 11. November 1910 in Flensburg; † 24. Dezember 1994 ebenda) war ein deutscher Schauspieler und Bühnenautor sowie Träger des Bundesverdienstkreuzes am Bande.

## Leben
Der gelernte Kaufmann Wempner schloss sich 1936 der Niederdeutschen Bühne der Stadt Flensburg an. Seit Mitte der fünfziger Jahre hatte er mit seinen Bühnenstücken weit über den niederdeutschen Raum hinaus Erfolg. So wurden seine Stücke nicht nur ab 1952 vom Hamburger Ohnsorg-Theater aufgeführt, wie beispielsweise 1966 unter der Regie von Heini Kaufeld: Keen Utkamen mit dat Inkamen (Kein Auskommen mit dem Einkommen) mit Otto Lüthje, sondern auch in hochdeutschen sowie in englischen Fassungen an zahlreichen anderen Theatern. Zu seinen bekanntesten Stücken zählen Petrus gifft Urlaub, De vergnögte Tankstell und Rund um Kap Hoorn.
Fritz Wempner war seit 1954 mit der Schauspielerin, Regisseurin und Bühnenautorin Irmgard Wempner, geb. Gäthje verheiratet. Gemeinsam hatten sie drei Töchter und einen Sohn. Er wurde mit der Schleswig-Holstein-Medaille ausgezeichnet.

## Verfilmungen
Sein Stück Keen Utkamen mit dat Inkamen wurde 1957 unter dem Titel Kein Auskommen mit dem Einkommen! verfilmt.
In seiner Heimatstadt Flensburg wurde ein Platz am Stadttheater unterhalb des Museumberges nach ihm benannt.